# Carmen Fraga Estévez
María del Carmen Fraga Estévez (nacida el 19 de octubre de 1948 en León) es una política española y miembro del Parlamento Europeo por el Partido Popular de la región de Galicia. Es miembro del Despacho Europeo del Partido Popular y del Comité para la Agricultura y el Desarrollo Rural del Parlamento Europeo y del Comité de Pesca, cargo desde el que siempre ha propuesto medidas de carácter marítimo y pesquero muy relacionados con la comunidad gallega. Es hija de Manuel Fraga Iribarne, líder histórico de la derecha española, y de su esposa María del Carmen Estévez Eguiagaray, ambos fallecidos. Es también miembro de la Delegación para las relaciones con los países del Magreb y la Arab Maghreb Union (incluyendo Libia).
Se licenció en Geografía en 1970, con Premio Extraordinario de licenciatura. A partir de ese año trabajó para el Ministerio de Obras Públicas. Se licencia en Derecho entre 1980 y 1985 y, entre 1986 y 1994 trabajó como asistente del Partido Popular Europeo. Entre 1994 y 2002 obtiene un escaño en el Parlamento Europeo, a la vez que es vicepresidenta primera del Grupo del Partido Popular Europeo en dicho Parlamento y, durante el trienio 1997-1999, presidenta de la Comisión de Pesca. Entre 2002 y 2004 fue Secretaria General de Pesca Marítima. En 2004 fue miembro nuevamente de la Comisión de Pesca y de la Comisión de Agricultura y Desarrollo Rural. En 2009 vuelve a salir elegida eurodiputada y presidenta de la Comisión de Pesca.